# Abby's
Abby's è una sitcom statunitense creata da Josh Malmuth, andata in onda dal 28 marzo al 13 giugno 2019 sulla NBC per un'unica stagione di dieci episodi. La serie è interpretata da Natalie Morales, Neil Flynn, Nelson Franklin, Jessica Chaffin, Leonard Ouzts e Kimia Behpoornia.
In Italia è stata interamente trasmessa il 15 agosto 2020 su Italia 2.

## Trama
Abby, ex sergente dei marine di San Diego, gestisce un bar abusivo nel cortile di casa propria. I posti al bancone sono riservati ai clienti più stretti e ognuno deve sottostare a una serie di regole ferree, come il divieto di usare cellulari.

## Episodi
| Stagione       | Episodi | Prima TV USA | Prima TV Italia |
| -------------- | ------- | ------------ | --------------- |
| Prima stagione | 10      | 2019         | 2020            |

## Personaggi e interpreti
- Abby, interpretata da Natalie Morales, doppiata da Rossella Acerbo.
Ex sergente dei marine e proprietaria del bar non autorizzato.
- Bill, interpretato da Nelson Franklin, doppiato da Emiliano Coltorti.
Ingegnere e nuovo padrone di casa di Abby. Inizialmente è contrario al bar, ma alla fine si unisce alla sua cerchia di clienti.
- Beth, interpretata da Jessica Chaffin, doppiata da Micaela Incitti.
Madre di famiglia, vicina di casa di Abby.
- James, interpretato da Leonard Ouzts, doppiato da Simone Crisari.
Buttafuori del locale che non ama il confronto e dalla personalità mite.
- Rosie Consari, interpretata da Kimia Behpoornia, doppiata da Letizia Ciampa.
Assistente e vecchia amica di Abby.
- Fred Herbert, interpretato da Neil Flynn, doppiato da Massimo De Ambrosis.
Conosce Abby sin da bambina e le fa da figura paterna.

## Produzione

### Concezione e sviluppo
La serie fu ideata da Josh Malmuth, originario di San Diego, che trasse ispirazione da un wine bar all'aperto di New Orleans.
Il 22 settembre 2017 NBC si impegnò a trasmettere l'episodio pilota, ordinando un put pilot della serie, allora senza titolo. L'episodio, scritto da Josh Malmuth, fu realizzato in collaborazione coi produttori esecutivi Mike Schur e David Miner, e prodotto da Universal Television, Fremulon e 3 Arts Entertainment. Il 23 gennaio 2018 la NBC confermò l'ordine dell'episodio pilota, diretto da Pamela Fryman. L'annuncio della serie arrivò l'8 maggio 2018.

### Casting
Il 22 febbraio 2018 fu annunciato il casting di Natalie Morales per il ruolo della protagonista Abby. Nel marzo dello stesso entrarono a far parte del cast principale Nelson Franklin, Jessica Chaffin, Leonard Ouzts, Neil Flynn e Kimia Behpoornia.

### Riprese
La sitcom è ambientata a San Diego e girata all'aperto presso gli Universal City Studios, in presenza di un pubblico.

## Distribuzione
La serie ha debuttato il 28 marzo 2019 come midseason replacement. Il 30 maggio successivo la NBC ha deciso di cancellarla dopo una sola stagione. In Italia è andata in onda il 15 agosto 2020 su Italia 2, che ha trasmesso una maratona dell'intera serie.

## Accoglienza
Sull'aggregatore di recensioni Rotten Tomatoes la serie detiene un indice di gradimento del 71%, con un voto medio di 6,2 su 10 basato su 21 recensioni. Il consenso critico del sito web recita: "Nonostante un po' di umorismo annacquato, Abby's è piena di potenziale grazie alla sua sensibilità sciocca e disinvolta e a un cast perfetto di Natalie Morales". Su Metacritic ha un punteggio medio ponderato di 60 su 100, basato su 15 recensioni.
L'Hollywood Reporter ha scritto: "un cast simpatico guidato da Natalie Morales, ma pochissime risate iniziali. […] I tre episodi inviati ai critici non sono consecutivi e non approfondiscono particolarmente aspetti come la legalità del bar, le dinamiche tra i personaggi o quant'altro".